# 江峰
江峰（1914年—1962年），原名牛永和，男，直隶（今河北）围场人，中国人民解放军开国少将。

## 生平
1935年参加一二九学生运动。1936年参加中华民族解放先锋队。1937年1月入延安抗日军政大学第二期学习。1937年加入中国共产党。历任抗大总校政治教育干事，第五、第七大队政治教员，抗大二分校政治主任教员、政治教育科科长、抗大七分校大队政治处主任。
抗战胜利后，赴东北，任冀热辽军区热西军分区政治部副主任、冀东军区政治部宣传部副部长，东北民主联军第九纵队政治部宣传部部长，东北军政大学冀察辽军区分校政治部副主任，第四野战军第十二兵团政治部宣传部部长。
1949年后，任第十二兵团兼湖南军区政治部宣传部部长，华南军区政治部宣传部部长，中南军区政治部宣传部副部长、部长，1955年任广州军区政治部秘书长、广州军区政治部副主任。

## 军衔及荣誉
1955年被授予大校军衔，1961年晋升为少将。荣获二级独立自由勋章、二级解放勋章。